# Felsberg (Hesse)
Felsberg é um município da Alemanha, situado no distrito de Schwalm-Eder, no estado de Hesse. Tem 83,27 km² de área, e sua população em 2019 foi estimada em 10.669 habitantes.